# KS Paradyż
K.S. Paradyż – polski klub sportowy powstały w 1995 w Paradyżu, do 2006 roku funkcjonujący jako K.S. Ceramika Paradyż. Drużyna jest znana przede wszystkim z sekcji piłkarskiej, która w latach 2004-2007 występowała w III lidze, gr. I.

## Informacje ogólne
Dane:
- Pełna nazwa: Klub Sportowy Paradyż
- Rok założenia: 1995
- Barwy: żółto-zielone, niebiesko-białe
- Adres klubu: Wielka Wola 14, 26-333 Paradyż.
- Stadion: 622 miejsc siedzących

## Stadion
KS Paradyż swoje mecze rozgrywa na stadionie w Wielkiej Woli. Stadion posiada 622 miejsca siedzące, w tym 30 miejsc na trybunie krytej dachem.

Stadion nie jest wyposażony w oświetlenie. Boisko ma wymiary 98 m x 64 m.

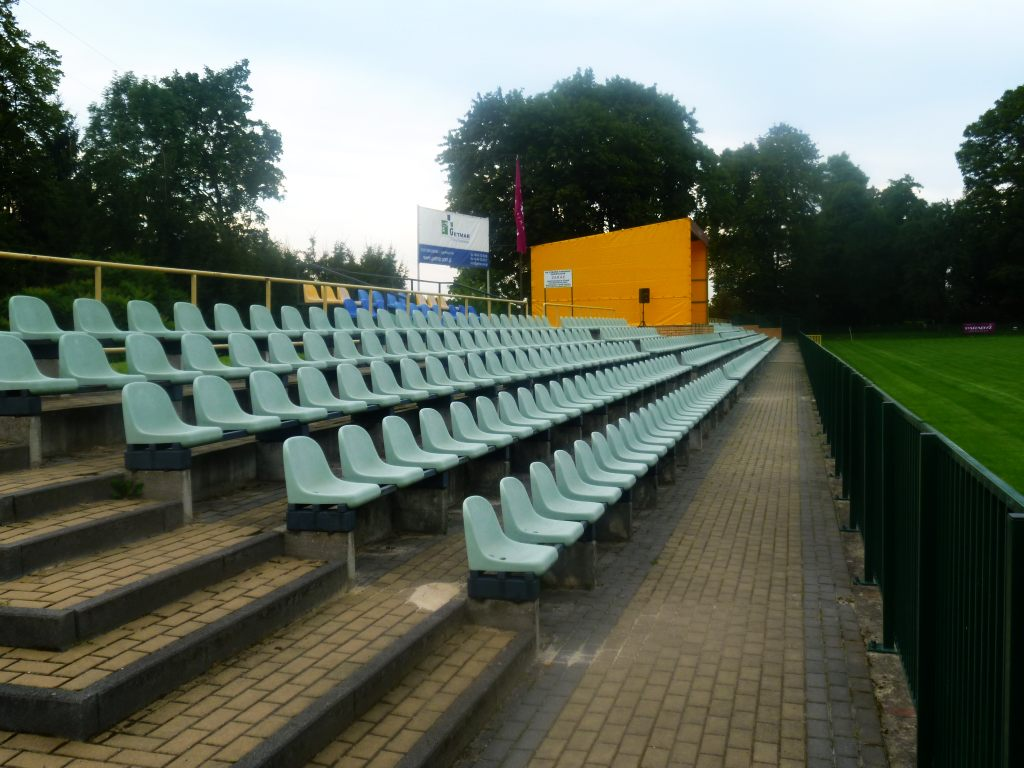
Trybuna stadionu KS Paradyż

## Osiągnięcia
- II runda Pucharu Polski – 2003/2004
- Puchar Polski (grupa Łódzki ZPN) (3)
- Występy w III lidze – 2004/2005, 2005/2006, 2006/2007.
- 2012/2013, 2013/2014 – awans do III ligi; zespół wycofano z powodu braku środków finansowych, przed startem rozgrywek.
- 2017/2018 – Puchar Polski na szczeblu wojewódzkim.